# Liste des membres d'Alice Cooper
 (décembre 2018).
Si vous disposez d'ouvrages ou d'articles de référence ou si vous connaissez des sites web de qualité traitant du thème abordé ici, merci de compléter l'article en donnant les références utiles à sa vérifiabilité et en les liant à la section « Notes et références ».
Cet article présente la liste des membres des différents line-ups d'Alice Cooper, studio et live.

## Composition du groupe

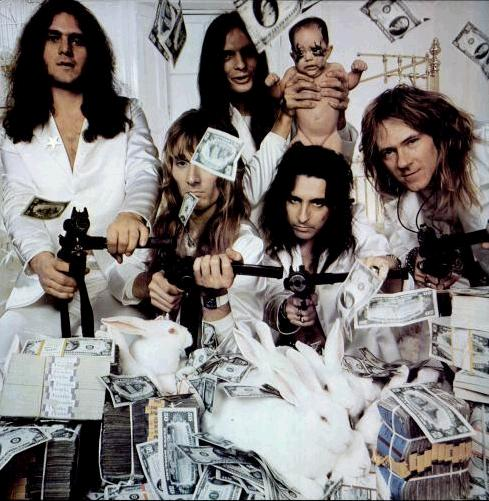
The Alice Cooper Group
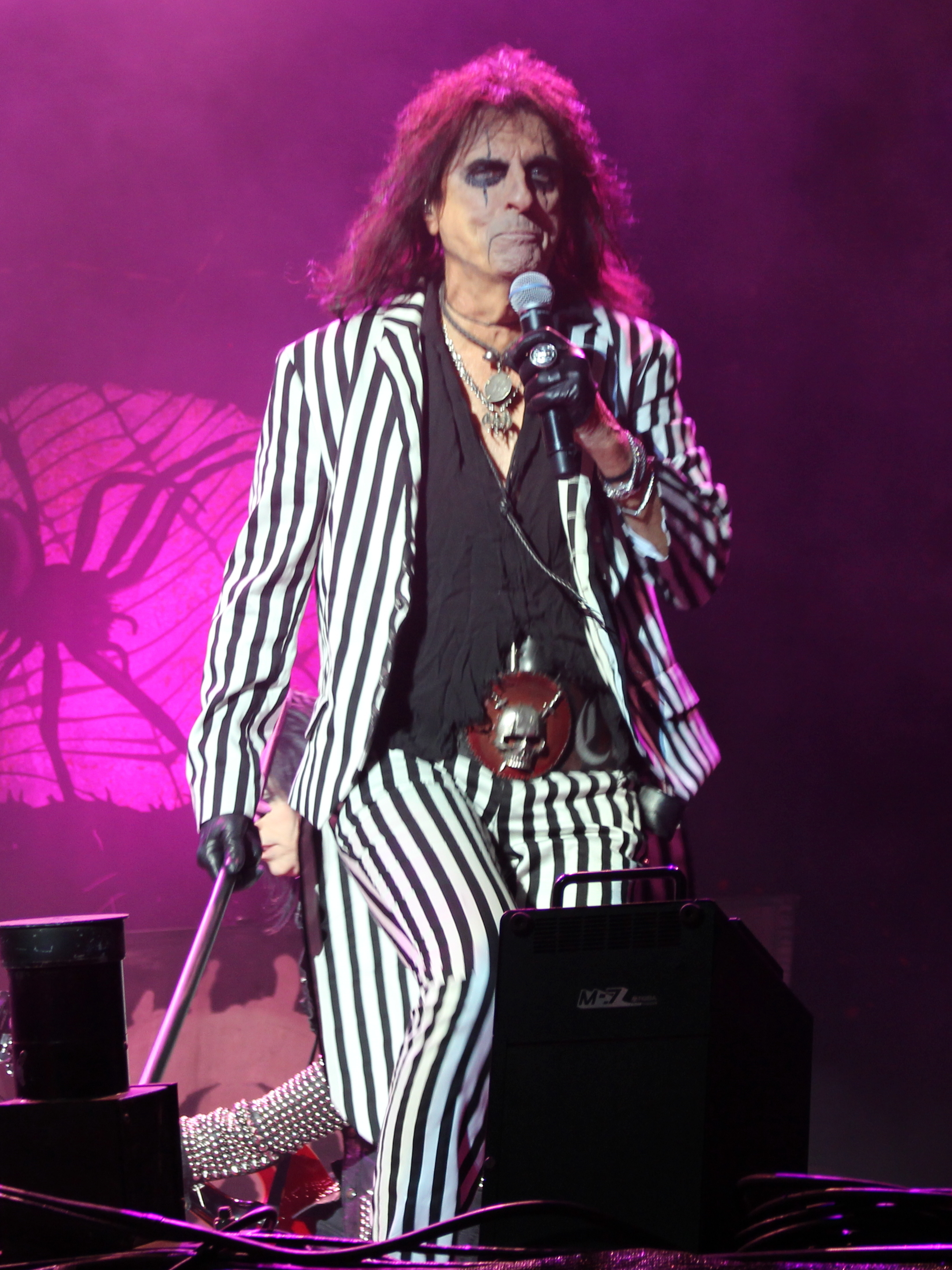
Alice Cooper
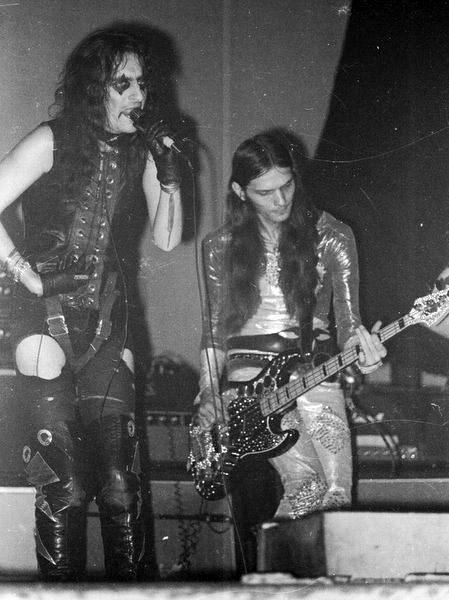
Dennis Dunaway
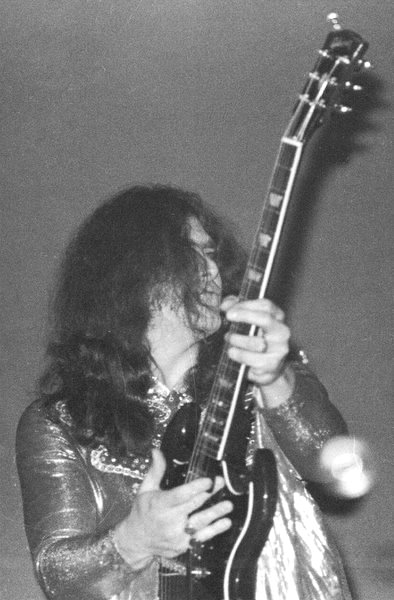
Michael Bruce
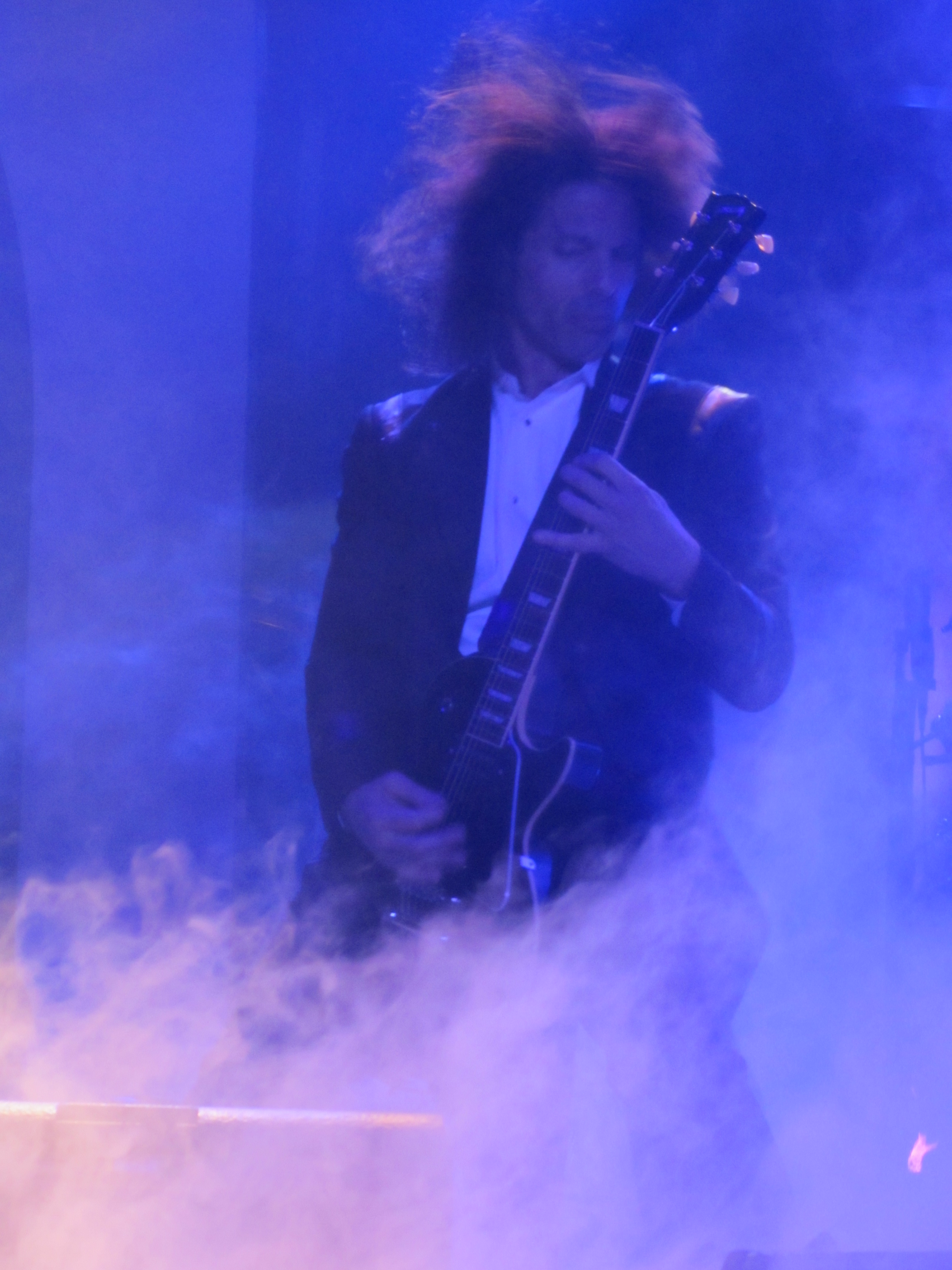
Al Pitrelli
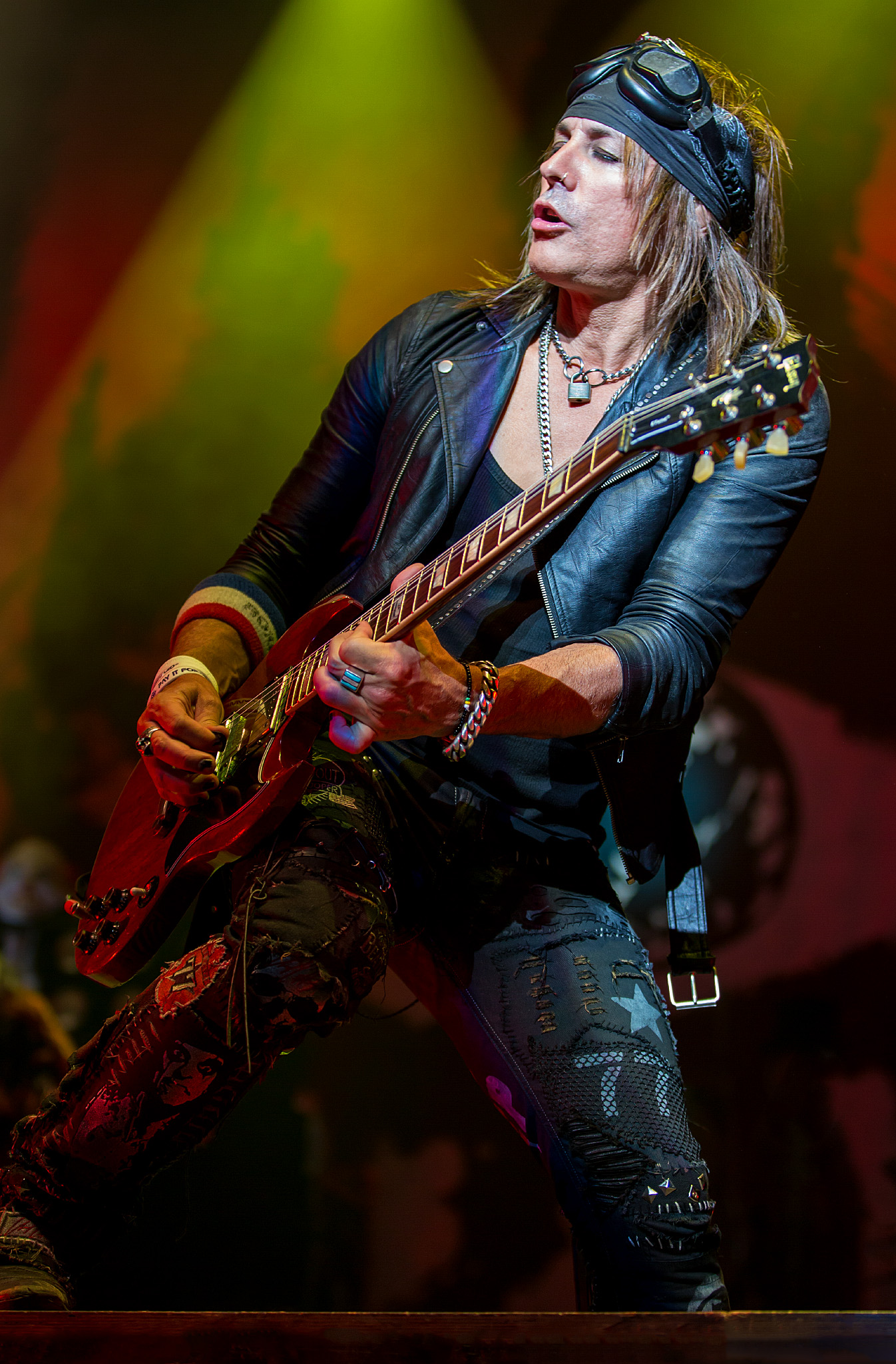
Ryan Roxie
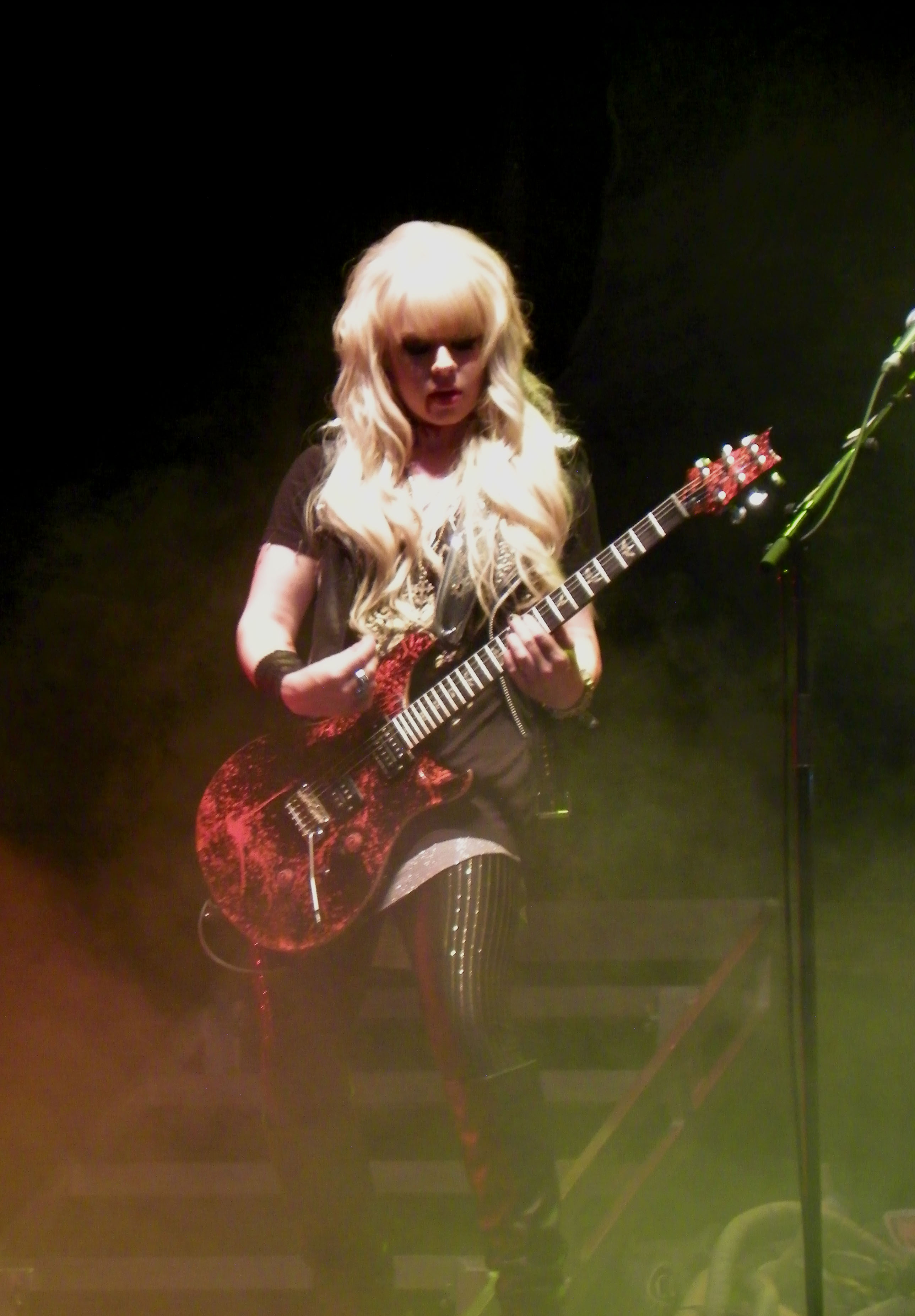
Orianthi
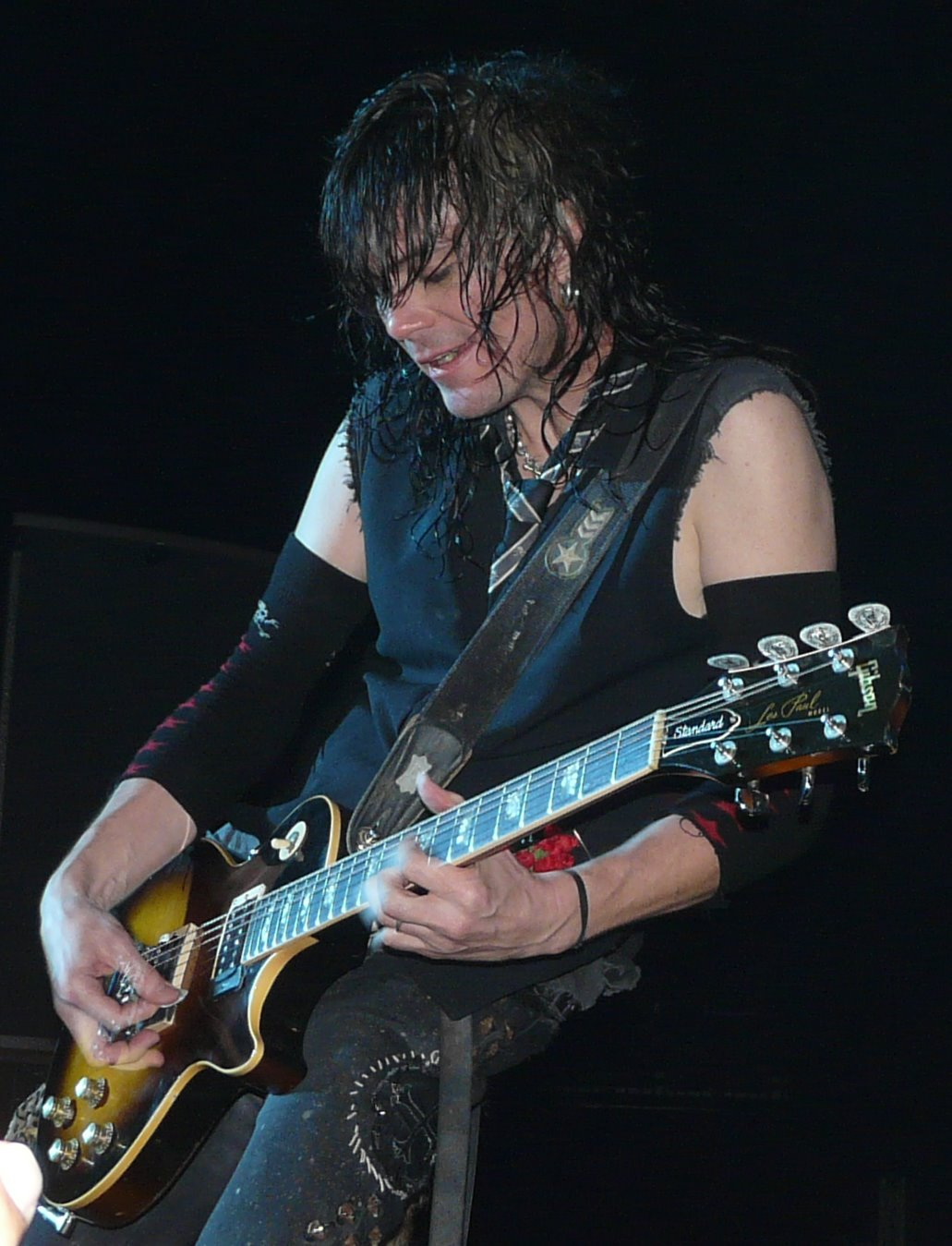
Keri Kelli
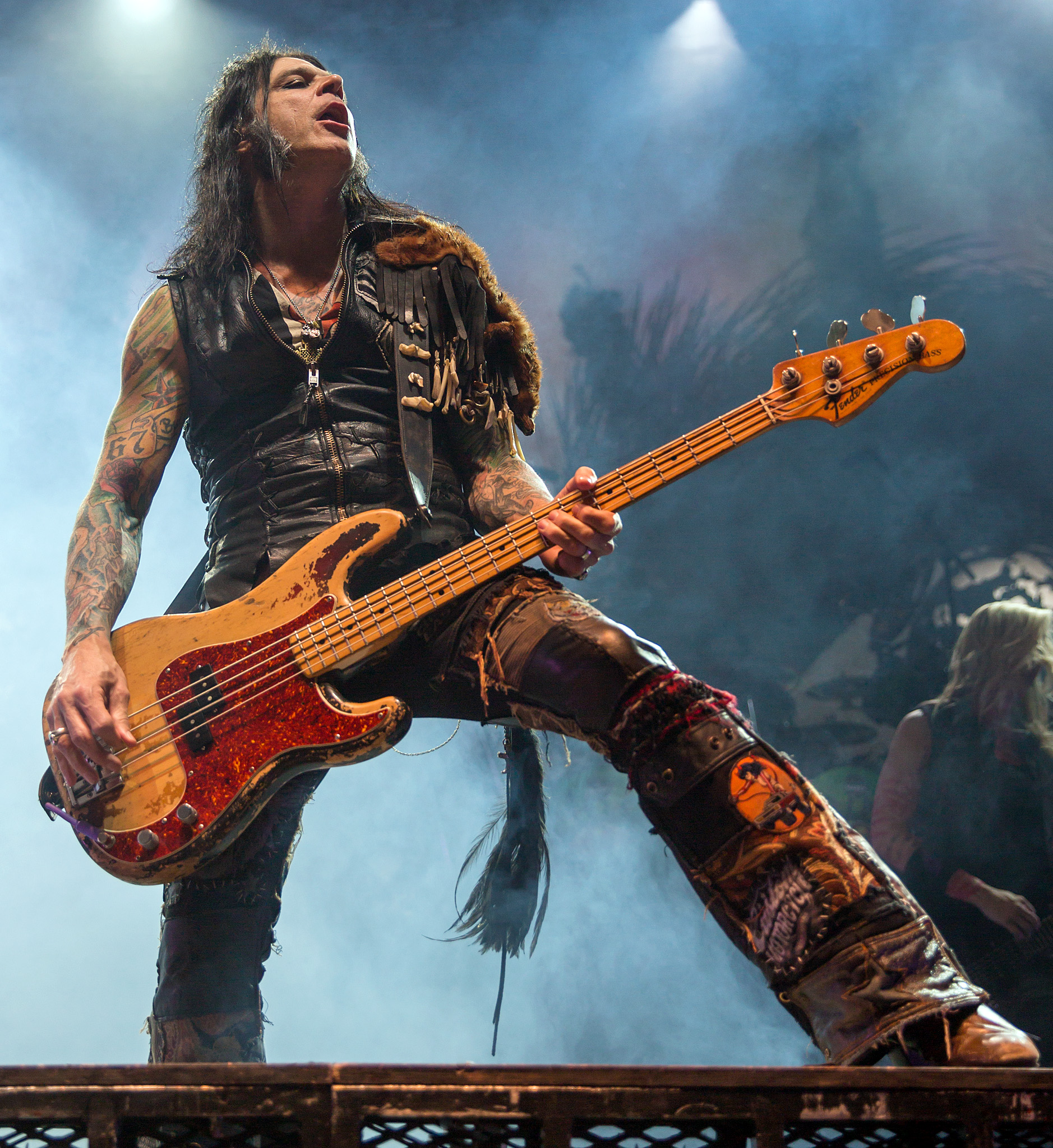
Chuck Garric
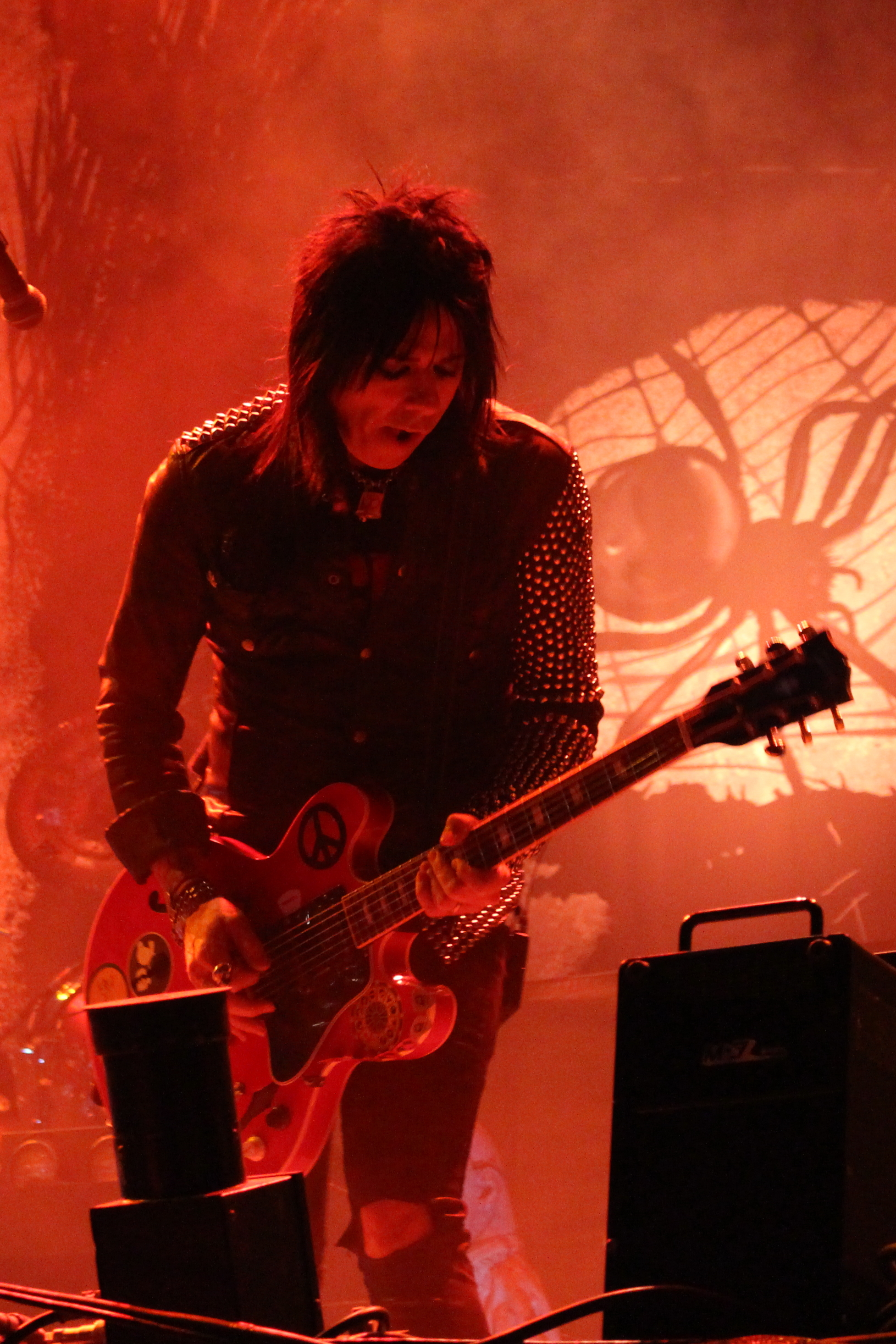
Tommy Henriksen
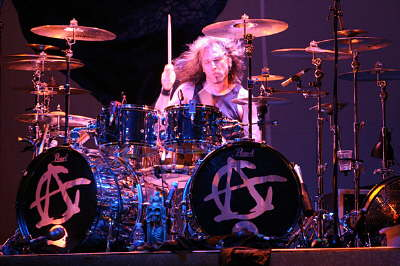
Eric Singer
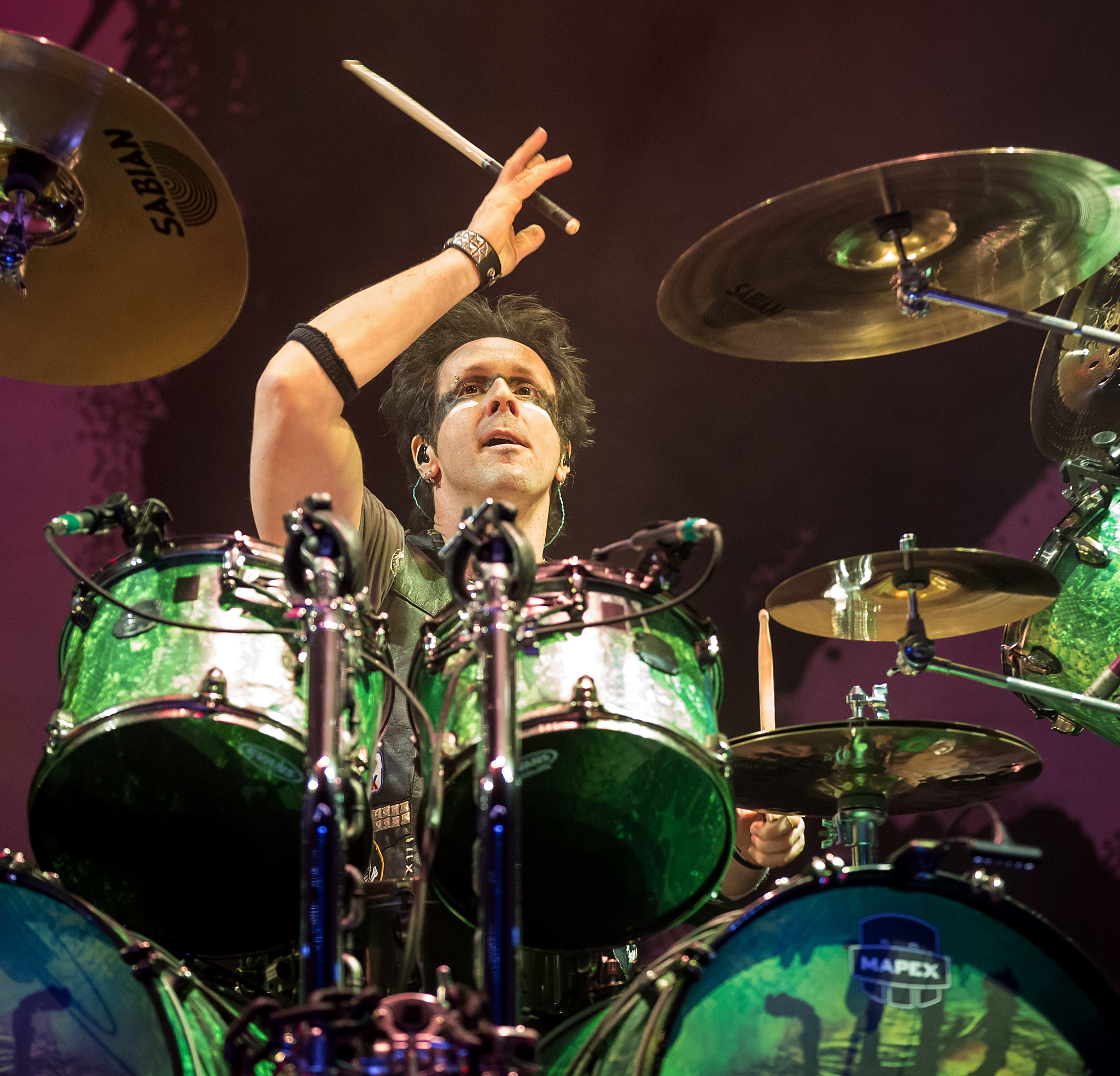
Glen Sobel
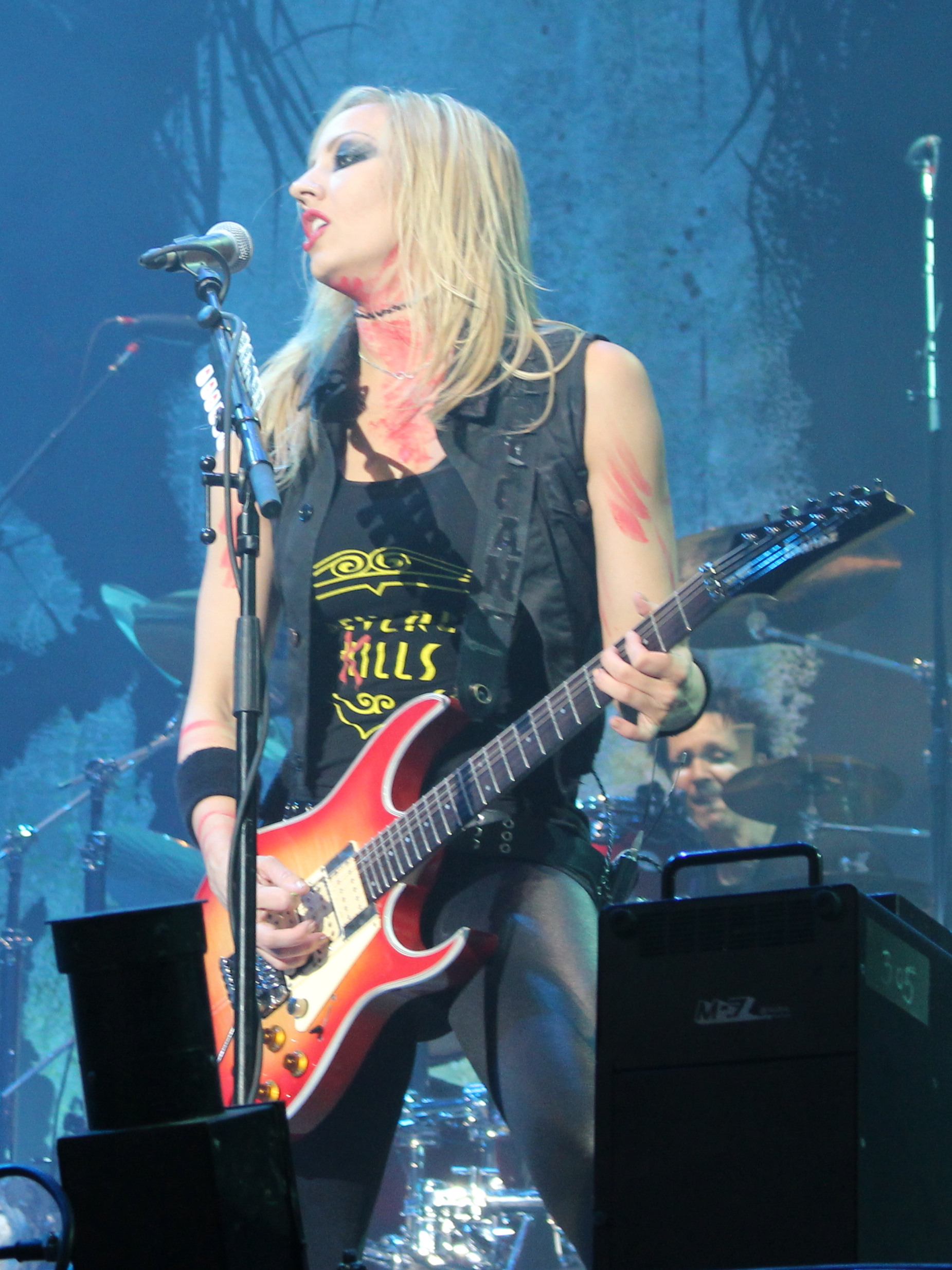
Nita Strauss
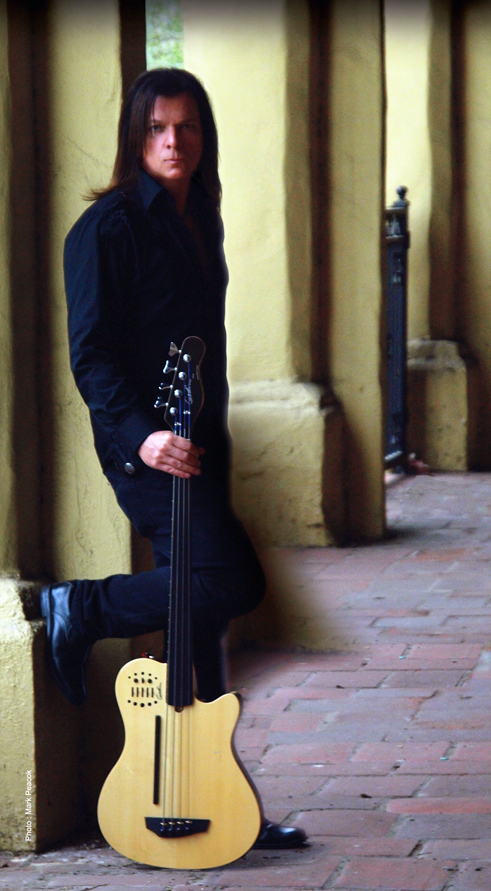
Chuck Wright

| Musicien                            | Instrument(s)      | Notes |
| Années 1960                         |                    | |
| Alice Cooper 1964 - 20??            | Chants, harmonica  | Vincent Damon Furnier alias Alice Cooper, est l'unique chanteur des groupes « The Earwigs » (1964 - 1965), « The Spiders » (1965 - 1967), « The Nazz » (1967 - 1969), « Alice Cooper Group » (1969 - 1973) et « Alice Cooper » en solo depuis 1974. |
| Glen Buxton 1964 - 1973             | Guitare solo       | Buxton fut le seul guitariste soliste jusqu'à la séparation du groupe en 1973. Il composa des titres tels que I'm Eighteen, Is It My Body, Be My Lover ou encore Under My Wheels. Buxton mourut le 19 octobre 1997 à l'âge de 49 ans d'une pneumonie. |
| Dennis Dunaway 1964 - 1973          | Basse              | |
| John Speer 1964 - 1967              | Batterie           | Speer fut le batteur original du groupe « The Earwigs » jusqu'à décembre 1967. |
| John Tatum 1964 - 1966              | Guitare rythmique  | Tatum fut le guitariste original des groupes « The Earwigs » et « The Spiders », il quitta le groupe à l'été 1966 pour rejoindre le groupe The Tubes. |
| Michael Bruce 1966 - 1973           | Guitare rythmique  | Bruce remplaça le guitariste original de « The Earwigs » et « The Spiders » à l'été 1966, John Tatum. |
| Neal Smith 1967 - 1973              | Batterie           | |
| Années 1970                         |                    | |
| Mick Mashbir 1973 - 1974            | Guitare            | Mashbir joua sur les albums Billion Dollar Babies et Muscle of Love accompagnant le groupe en tant que soutien pour les tournées de ces 2 albums. |
| Steve Hunter 1975 - 1979 2011       | Guitare            | Hunter joua sur 5 albums d'Alice Cooper: Billion Dollar Babies, Welcome to My Nightmare, Alice Cooper Goes to Hell, Lace and Whiskey et The Alice Cooper Show entre 1975 et 1979 comprenant la tournée promouvant l'album From the Inside sorti en 1978. Hunter revint en 2011 pour l'album Welcome 2 My Nightmare jouant divers guitares sur 12 pistes et pour la tournée "No More Mr. Nice Guy summer tour". |
| Dick Wagner 1975 - 1983             | Guitare            | |
| Tony Levin 1975 - 1977              | Basse (studio)     | Levin joua sur les albums Welcome to My Nightmare, Alice Cooper Goes to Hell et sur 3 pistes de l'album Lace and Whiskey. |
| Jim Gordon 1976 - 1977              | Batterie (studio)  | Gordon joua sur les albums Alice Cooper Goes to Hell et Lace and Whiskey. |
| Davey Johnstone 1979 - 1980         | Guitare            | Johnstone joua sur l'album From the Inside et sur la tournée de l'album Flush the Fashion. |
| Années 1980                         |                    | |
| Mike Pinera 1980 - 1982             | Guitare            | Pinera enregistra avec Alice les albums Special Forces en 1981 et Zipper Catches Skin en 1982. Pinera aida aussi Alice à produire une émission musicale en France intitulée « Alice Cooper a Paris ». |
| John Nitzinger 1981 - 1982          | Guitare            | Nitzinger accompagna les musiciens d'Alice pour la tournée de l'album Special Forces et joua en 1982 sur l'album Zipper Catches Skin. Il est crédité en tant qu'auteur sur 4 titres de l'album Zipper Catches Skin. |
| Kip Winger 1986 - 1987              | Basse              | Alice Cooper chercha en 1986 un bassiste pour enregistrer son nouvel album produit par Beau Hill, Kane Roberts suggéra alors Kip Winger. Winger assura aussi la tournée ainsi que l'album suivant produit par Michael Wagener intitulé Raise Your Fist and Yell. |
| Kane Roberts 1986 - 1989            | Guitare            | Roberts a coécrit la majorité des titres des albums Constrictor et Raise Your Fist and Yell. Il annonça en août 1988 son départ du groupe afin de se concentrer sur sa carrière solo. Roberts enregistra les parties de guitare sur une piste en 1989 pour l'album Trash. |
| Johnny Dime 1986 - 1988             | Guitare            | Johnny Dime de son vrai nom Arthur 'Artie' Funaro fut le second guitariste des tournées "Nightmare Returns" (1986) et "Live in the Flesh" (1987). |
| Bobby Chouinard 1989                | Batterie           | Chouinard joua la batterie sur l'album Trash. Il mourut le 8 mars 1997, la même année du décès de Glen Buxton. |
| Al Pitrelli 1989 - 1990             | Guitare            | Pitrelli joua durant la tournée "Trashes The World" de 1989 à 1990. |
| Tommy Caradonna 1989 - 1990         | Basse              | Comme pour Pitrelli, Tommy "T-Bone" Caradonna joua de la basse durant la tournée "Trashes The World". |
| Desmond Child 1989 - 1991           | Claviers (studio)  | Child produisit l'album Trash en 1989 coécrivant presque la majorité des chansons. Il a coécrit aussi 2 titres de l'album Hey Stoopid en 1991 et 2 titres de l'album Welcome 2 My Nightmare en 2011. |
| Paul Taylor 1986 - 1988 1996 - 1998 | Claviers & guitare | Taylor combina claviers et guitare lors des tournées "Nightmare Returns" en 1986, "Raise Your Fist Tour" en 87 et les tournées "Summer 96, 97 & 98". |
| Années 1990                         |                    | |
| Stef Burns 1991 - 1996              | Guitare            | Burns joua sur les albums Hey Stoopid et The Last Temptation sorti respectivement en 1991 et en 1994. |
| Greg Smith 1991 - 2002              | Basse              | Greg Smith est le bassiste d'Alice sur l'album The Last Temptation et sur la tournée de l'album Hey Stoopid. Il revient plus tard pour les tournées entre 1999 et 2001. |
| Reb Beach 1996 - 1999               | Guitare solo       | Beach joua durant les tournées "Summer '96 & 97 Tour" pour rejoindre ensuite le groupe Dokken. |
| Années 2000                         |                    | |
| Chuck Wright 2001 - 2002            | Basse              | Chuck Wright rejoint Alice Cooper sur la deuxième moitié de la tournée Descent into Dragontown. |
| Eric Dover 2001 - 2004              | Guitare            | Eric Dover rejoint Alice Cooper durant la seconde partie de la tournée de l'album Brutal Planet, il participe à l'enregistrement de l'album Dragontown ainsi que sa tournée. Il quitte le groupe durant la tournée américaine de l'album Eyes of Alice Cooper. |
| Tommy Clufetos 2004 - 2005          | Batterie           | Clufetos remplaça Eric Singer durant la seconde partie de tournée "The Eyes of Alice Cooper" et joua la batterie sur toutes les pistes de l'album Dirty Diamonds sorti en 2005. |
| Jason Hook 2007 - 2009              | Guitare            | Jason rejoint Alice au début de l'année 2007, remplaçant ainsi Damon Johnson. Il quitte le groupe en février 2009 juste après le National Association of Music Merchants Show pour rejoindre le groupe Five Finger Death Punch. |

## Chronologie
| Année       | Musiciens | Albums |
| ----------- | --- | --- |
|             | | |
| 1965 / 1972 | - Alice Cooper – chants, harmonica - Glen Buxton – guitare solo - Dennis Dunaway – basse - Michael Bruce – guitare rythmique; claviers - Neal Smith – batterie | - 1969 - Pretties for You - 1970 - Easy Action - 1971 - Love It to Death - 1971 - Killer - 1972 - School's Out         |
|             | | |
| 1973 / 1974 | - Alice Cooper – chants - Glen Buxton – guitare - Dennis Dunaway – basse - Michael Bruce – guitare - Neal Smith – batterie - Mick Mashbir – guitare - Bob Dolin – claviers | - 1973 - Billion Dollar Babies - 1973 - Muscle of Love                                                                 |
|             | | |
| 1974 / 1977 | - Alice Cooper – chants - Dick Wagner – guitare - Steve Hunter – guitare - Bob Kulick – guitare - Jim Gannon – guitare - Josef Chirowski – claviers - Mark Stein – claviers - Freddy Mandel – claviers - Prakash John – basse - Tony Levin – basse - Babbitt – basse - Russell Powell – basse - Pentti "Whitey" Glan – batterie - Allan Schwartzberg – batterie - Jim Gordon – batterie - Johnny "Bee" Badanjek – batterie                                              | - 1975 - Welcome to My Nightmare - 1976 - Alice Cooper Goes to Hell - 1977 - Lace and Whiskey                          |
|             | | |
| 1978 / 1979 | - Alice Cooper – chants - Steve Hunter – guitare - Russell Powell – basse - Jefferson Kewley – guitare - Fred Mandel – claviers - Dee Murray – basse - Dennis Conway – batterie - Steve Lukather – guitare - Davey Johnstone – guitare - Prakash John – basse - Pentti "Whitey" Glan – batterie | - 1978 - From the Inside                                                                                               |
|             | | |
| 1980 / 1983 | - Alice Cooper – chants - Davey Johnstone – guitare - Fred Mandel – guitare & claviers - "Cocker" John LoPresti – basse - Dennis Conway – batterie - Erik Scott – basse - Mike Pinera – guitare - Danny Johnson – guitare - Duane Hitchings – claviers - Craig Kampf – batterie - Jan Uvena – batterie - John Nitzinger – guitare - Billy Steele – guitare - Dick Wagner – guitare - Richard Kolinka – batterie - Bob Ezrin – batterie & claviers - Greg Byrd – guitare | - 1980 - Flush the Fashion - 1981 - Special Forces - 1982 - Zipper Catches Skin - 1983 - DaDa                          |
|             | | |
| 1984 / 1988 | - Alice Cooper – chants - Kane Roberts – guitare - Kip Winger – basse - Paul Taylor – claviers - Ken Mary – batterie - Arthur "Devlin 7/Johnny Dime" Funaro – guitare - Steve Steele – basse | - 1986 - Constrictor - 1987 - Raise Your Fist and Yell                                                                 |
|             | | |
| 1989 / 1993 | - Alice Cooper – chants - Al Pitrelli – guitare - Pete Friesen – guitare - Tommy Carradonna – basse - Jonathan Mover – batterie - Eric Singer – batterie - Derek Sherinian – claviers - Stef Burns – guitare - Vinnie Moore – guitare - Greg Smith – basse | - 1989 - Trash - 1991 - Hey Stoopid                                                                                    |
|             | | |
| 1994 / 2002 | - Alice Cooper – chants - Teddy Andreadis – claviers - Reb Beach – guitare - Stef Burns – guitare - Jimmy DeGrasso – batterie - Eric Dover – guitare - Todd Jensen – basse - Ryan Roxie – guitare - Derek Sherinian – claviers - Eric Singer – batterie - Greg Smith – basse - Paul Taylor – claviers - Chuck Wright – basse - Pete Friesen – guitare | - 1994 - The Last Temptation - 2000 - Brutal Planet - 2001 - Dragontown                                                |
|             | | |
| 2003 / 2012 | - Alice Cooper – chants - Jimmy DeGrasso – batterie - Chuck Garric – basse - Steve Hunter - guitare - Tommy Henriksen - guitare - Keri Kelli – guitare - Damon Johnson – guitare - Orianthi Panagaris - guitare - Jason Hook – guitare - Ryan Roxie – guitare - Eric Dover – guitare & claviers - Glen Sobel - batterie - Brent Fitz – batterie - Tommy Clufetos – batterie - Eric Singer – batterie                                                                    | - 2003 - The Eyes of Alice Cooper - 2005 - Dirty Diamonds - 2008 - Along Came a Spider - 2011 - Welcome 2 My Nightmare |

- NB : en 2011, le groupe compte trois guitaristes (Hunter, Johnson puis Orianthi, Henriksen).